# Culture de Siba
Pour les articles homonymes, voir Siba.
Sauf précision contraire, les dates de cet article sont sous-entendues « avant l'ère commune » (AEC), c'est-à-dire « avant Jésus-Christ ».

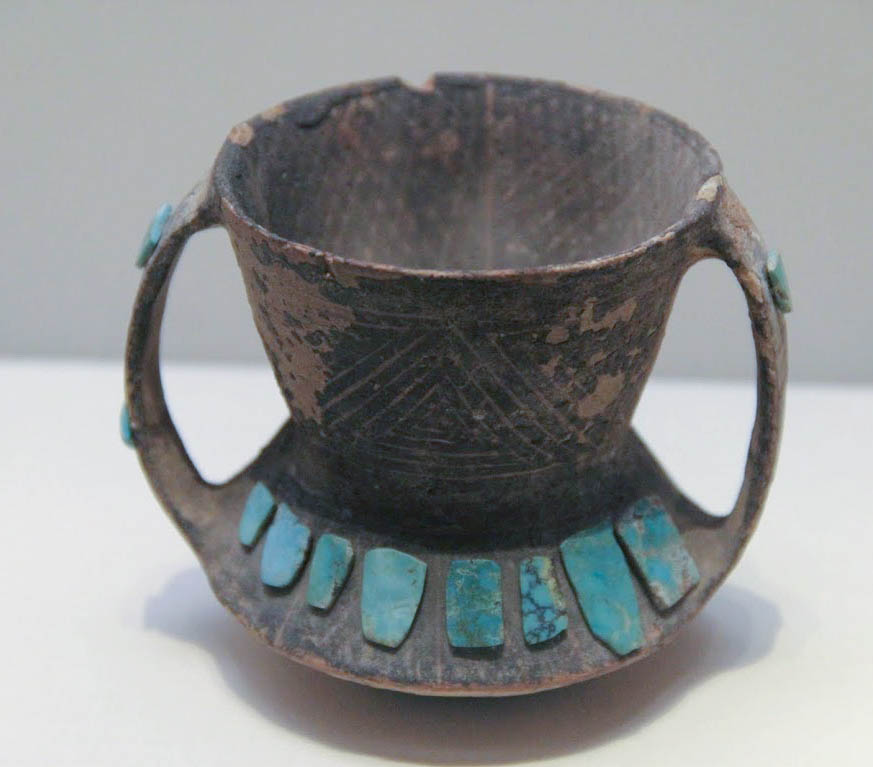
Petite jarre de terre cuite incrustée de turquoise. Siba, Gansu. Musée national de Chine, Pékin

La culture de Siba (1900-1500 AEC) est une culture chinoise de l'Âge du bronze. Elle est située dans le corridor du Hexi, entre les populations de l'Ouest qui apportaient la métallurgie du bronze et l'élevage du bétail et du cheval, et celles de l'Est, parmi lesquelles la culture de Qijia, sa voisine immédiate à l'est. Elle a aussi reçu des influences culturelles provenant de Chine centrale.

## Historique

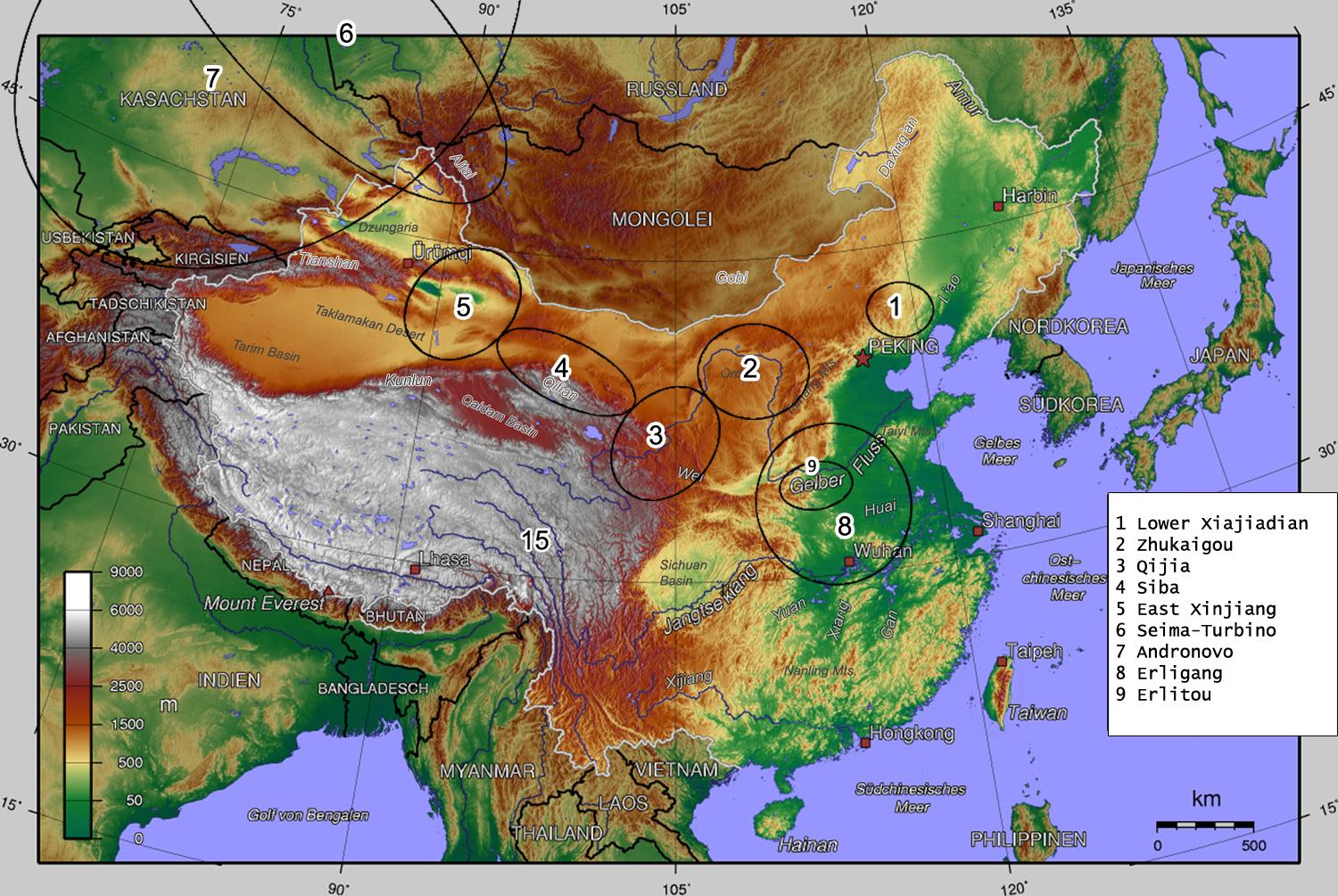
Du Néolithique à l'Âge du Bronze en Chine du Nord et dans les steppes de l'Asie Centrale

La culture de Siba tient son nom du site de Sibatan, dans le xian de Shandan, au Gansu, découvert en 1948.

## Localisation
La culture de Siba se situe dans le corridor du Hexi, sur 800 km, entre les monts Qilian au sud, le désert de Badain Jaran au nord, la rivière Schule (en) à l'ouest, et la ville de Wuwei à l'est.
Les sites à retenir sont Huoshaogou (xian de Yumen, à l'ouest) - très riche en éléments métalliques -, Donghushan (xian de Minle), et Ganguya (ville-préfecture de Jiuquan) qui sont tous d'anciens cimetières.
Cette distribution des sites ressemble à celle des cultures des steppes eurasiennes qui sont devenues de plus en plus mobiles et pratiquant le pastoralisme, comme les Yamnaya à l'ouest de la mer Caspienne au cours de cette époque.

## Chronologie
Plusieurs datations au carbone 14 lui donnent des bornes de 1900-1500 AEC, donc contemporaines de la culture de Qijia.

## Culture matérielle
On ne connait rien de l'habitat de ces populations. La céramique, avec une terre généralement rouge et des peintures noires géométriques, semble provenir de la phase de Machang de la culture de Majiayao combinée avec l'influence de la culture Qijia et en interaction avec celle de Kayue (en) au sud-est. Les habitants disposaient d'outils de pierre taillée, de pierre polie et de nombreux microlithes.

## Mode de subsistance
Les ossements de porc dominent à côté de ceux de cerfs, de moutons et de chiens. Une grande variété de graines était consommée : millet (venu du centre la Chine du Nord), blé, orge et seigle (toutes trois venues de l'Ouest, par l'Asie centrale ou la Sibérie du Sud). Certains sites (Huoshaogou...) ou dominent les microlithes associés aux ossements de bétail sur pâture supposent un mode de subsistance fondé sur l'élevage et la chasse. L'autre type de site (Ganguya, etc.) situé sur des piémonts verdoyants a dû porter à l'agriculture. Ces sites sont plus densément peuplés et plus riches dans les dépôts funéraires. Il est cependant tout à fait remarquable que si ces cimetières ont été utilisés de nombreuses fois, aucun habitat n'a encore été décelé en 2012.

## Sépultures
Les morphologies des défunts en font une population de type mongoloïde, semblable à celle de la culture Qijia. Les tombes témoignent de diverses pratiques funéraires : fosse-tunnel ou fosse verticale à une ou deux places (couple), avec localement absence d'ossement ce qui peut laisser supposer que l'on y a pratiqué aussi la crémation. Les dépôts funéraires comprennent des céramiques, des cauris, des animaux sacrifiés, des outils de pierre ou de métal.

## Objets en métal
Les dépôts de métal sont très communs dans les tombes : cuivre, bronze, or et argent (couteaux, haches, plaques, boucles d'oreille, anneaux nasal, boutons, pointes de flèche et de lance, ainsi qu'une masse d'arme). Ces objets ressemblent clairement à ceux provenant d'Asie centrale et du Moyen-Orient, à la même époque : boucles d'oreille, anneaux nasal n'ayant aucun correspondant en Chine mais seulement avec ceux d'Asie centrale et plus à l'Ouest. Cependant la masse d'arme a été fondue par moulage, alors que ses équivalentes de l'Ouest sont réalisées à la cire perdue. Et l'on a trouvé un moule de pointe de flèche, signe d'une production locale. Les deux techniques ont été employées : la fonte et la forge. Cette dernière technique extrêmement rare en Chine. La composition du bronze à l'arsenic (arsenié) que l'on rencontre constamment est aussi un indice d'une tradition occidentale, dans l'Altaï et au Kazakhstan au deuxième millénaire, très différente celle de Qijia, réalisée sans arsenic, mais semblable à celle du site de Tianshanbeilu, dans le Xinjiang de l'Est.
Tout cela semble prouver que les cultures de Siba et du Xinjiang de l'Est ont servi de pont entre la steppe eurasienne (cultures de Seima-Turbino , culture d'Andronovo, culture d'Afanasievo, culture du Karassouk) et la culture de Qijia, à l'est.

## Quelques objets Siba

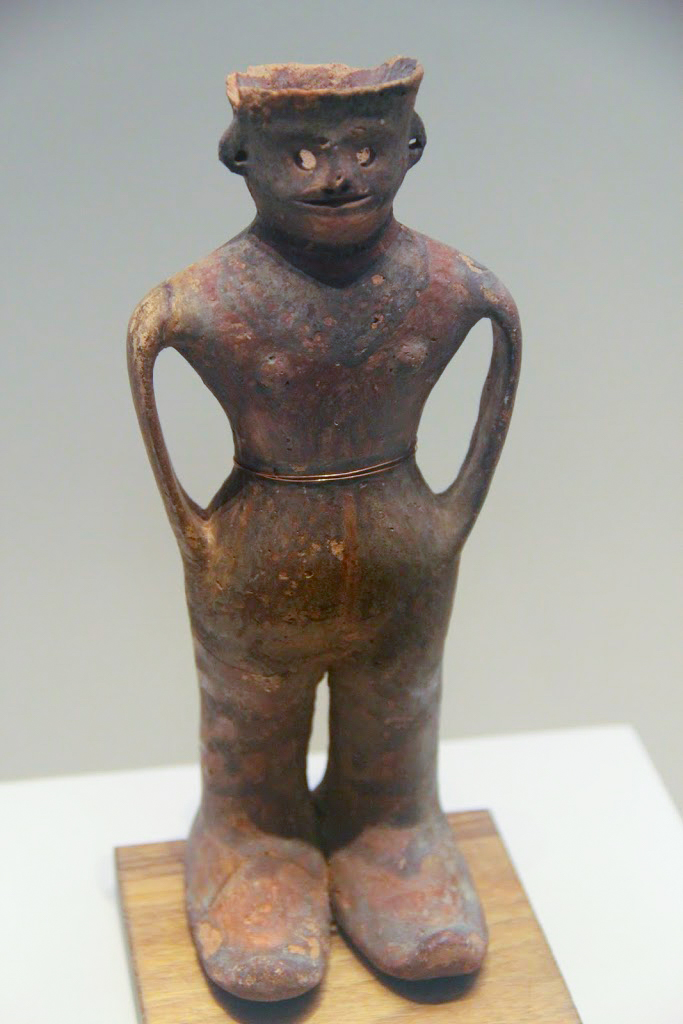
Poterie anthropomorphe peinte. Siba, Gansu. Musée national de Chine, Pékin
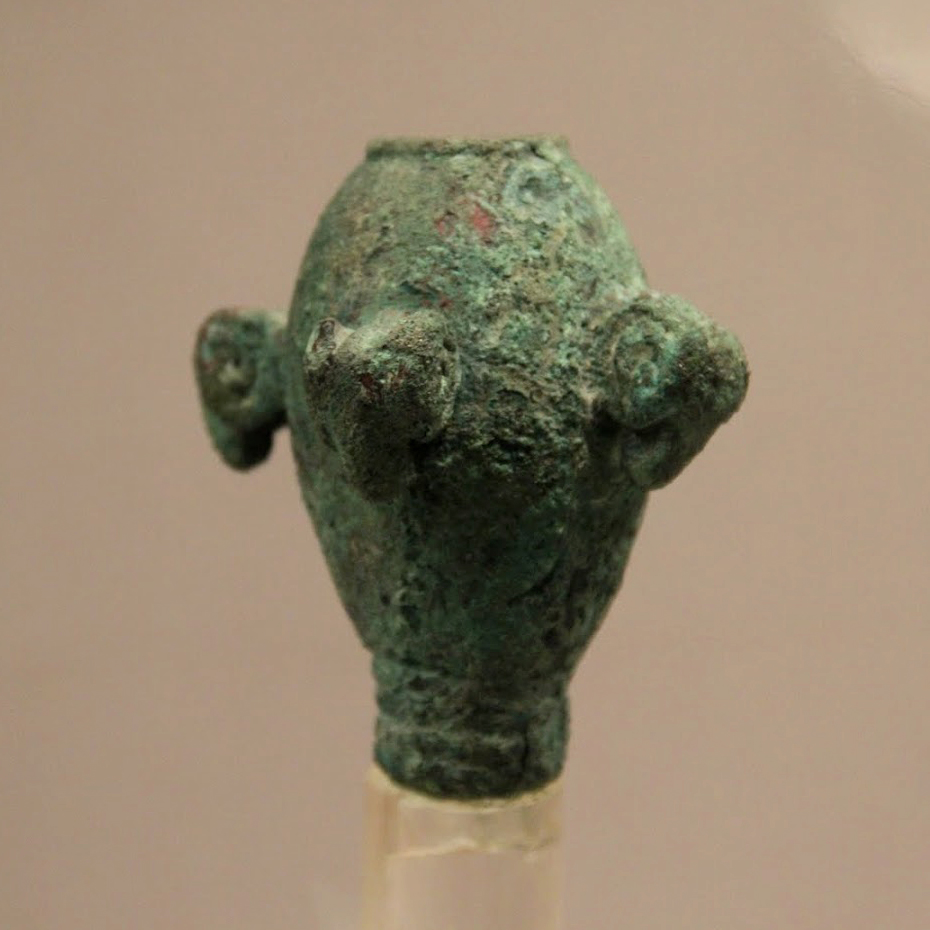
Masse d'arme décorée de quatre têtes de béliers. Siba. Musée Provincial du Gansu, Lanzhou

## Chronologie de l'Âge du bronze: Asie centrale et Chine du Nord-Ouest
| Cultures                                                       | Dates approchées AEC | Dates approchées AEC |
| -------------------------------------------------------------- | -------------------- | -------------------- |
| Culture de Xiajiadian inférieur                                | 2 000 - 1 400        |                      |
| Culture de Zhukaigou sur le plateau d'Ordos                    | 2 000 - 1 400        |                      |
| Culture de Qijia                                               | 2 200 - 1 600        |                      |
| Culture de Siba                                                | 1 900 - 1 500        |                      |
| Xinjiang de l'Est : site de Tianshanbeilu                      | 2 000 - 1 550        |                      |
| Seima-Turbino,, devenues des cultures de pasteurs nomades      | 2 100 - 1 500        |                      |
| Culture d'Andronovo, devenues des cultures de pasteurs nomades | 2 100 - 1 500        |                      |
| Culture d'Erlitou                                              | 1 900 - 1 500        |                      |
| Culture d'Erligang                                             | 1 600 - 1 400        |                      |

Dans cet ensemble de cultures quasi contemporaines, l'archéologie trouve de nombreuses preuves d'échanges avec les populations nomades d'Asie centrale et de Sibérie du Sud, sans que l'on connaisse par quels moyens ou par quels intermédiaires se sont réalisés ces échanges. Cela concerne essentiellement la culture de certaines céréales, comme le blé, et des objets de bronze mais aussi la technologie du bronze coulé et forgé. C'est au sein de la culture de Qijia que l'on a vu apparaitre de relativement grandes quantités d'objets de bronze en Chine, certains provenant d'échange mais d'autres ayant été façonnés sur place. Ces cultures ont aussi reçu d'autres apports notables depuis la plaine centrale: la culture du millet, entre autres, et de manière beaucoup moins prononcée, seulement quelques individus étant concernés, la recherche et l'usage du jade comme signe marquant l'appartenance à une élite . Le jade collecté dans la région du corridor du Hexi aura été échangé avec les populations de la culture de Qijia.